# Carina Axelsson
Carina Axelsson (5 de agosto de 1968) é uma autora nascida nos Estados Unidos e uma nobre dinamarquesa e alemã por seu casamento com Gustavo, 7º Príncipe de Sayn-Wittgenstein-Berleburg, filho da princesa Benedita da Dinamarca e de seu defunto marido, Ricardo, 6.º Príncipe de Sayn-Wittgenstein-Berleburg.

## Biografia

### Nascimento
Sua família tem ascendência sueca e mexicana e seu pai era um engenheiro eletrônico. Ela tem um irmão mais novo e uma irmã. 

### Carreira literária
Depois de crescer na Califórnia, Estados Unidos, Carina Axelsson se mudou para cidade de Nova Iorque para tentar carreira como modelo. No entanto, mais tarde mudou-se para Paris, França, onde estudou Artes e escreveu seu primeiro livro, uma obra para crianças  chamada Nigel de Hyde Park.  

### Casamento com o príncipe Gustavo
Carina era companheira de Gustavo desde 2008. No entanto, até seu casamento, em 04 de junho de 2022 (veja imagens aqui e aqui), o casal vivia maritalmente, já que não havia podido se casar devido a uma cláusula no testamento deixado pelo avô paterno de seu noivo, que havia determinado que quem herdasse a chefia da Casa de Sayn-Wittgenstein-Berleburg e o Castelo de Berleburg só poderia se casar com alguém "nobre, ariano e protestante". A questão foi resolvida no verão de 2020, quando uma corte alemã decidiu que Gustavo era o legítimo herdeiro.    
Mesmo antes do casamento, porém, Carina sempre foi tratada pela Casa de Sayn-Wittgenstein-Berleburg e pela família real dinamarquesa como a sua parceira oficial e o acompanhava em eventos públicos.  

### Descendência

#### Gustav Albrecht
Em abril de 2023 o casal anunciou que eles seriam pais através de uma barriga de aluguel. Ambos tinham então 54 anos de idade. O bebê, um menino, nasceu em 26 de maio de 2023 nos Estados Unidos, em meio à polêmica de como a criança seria registrada na Alemanha, onde a barriga de aluguel é um procedimento proibido. 
Em 26 de agosto de 2023 a Casa Real da Dinamarca divulgou que o bebê havia sido batizado e que seu nome completo era Gustav Albrecht zu Sayn-Wittgenstein-Berleburg, o mesmo nome de seu bisavô, Gustavo Albrecht, o 5.º Príncipe de Sayn-Wittgenstein-Berleburg. Ele foi batizado na capela do Castelo de Berleburg e seus padrinhos são o Príncipe Christian da Dinamarca, a Princesa Teodora da Grécia, Ellen Hillingsø, Arabella Gaggero, o Príncipe Franz-Albrecht e o Príncipe Carl-Anton. 
Ele detém o título de Príncipe e é tratado como Sua Alteza, sendo estilizado como Sua Alteza o Príncipe Gustav Albrecht zu Sayn-Wittgenstein-Berleburg. No futuro ele será o 8º Príncipe de Sayn-Wittgenstein-Berleburg e assim o será o chefe da Casa de Sayn-Wittgenstein-Berleburg. 

### Mafalda
Em abril seguinte, o casal anunciou através de um porta-voz que havia tido uma meninda nascida em 26 de abrill de 2024 também nos Estados Unidos pelo método de barriga de aouguel. A criança fpi chamada Mafalda zu Sayn-Wittgenstein-Berleburg.  
Ela foi batizada em 31 de agosto, no Castelo de Berleburg e seus padrinhos são a Princesa Maria da Dinamarca, o Príncipe Filipe da Grécia e Dinamarca, o Príncipe Filipe de Hesse, o Príncipe Herdeiro Christian-Kraft zu Hohenlohe-Oehringen, a Princesa Herdeira Kelly von Saxe-Coburg und Gotha e a Baronesa Helle Reedtz-Thott. 
Ela detém o título de Princesa e é tratada como Sua Alteza, sendo estilizada como Sua Alteza a Princesa Mafalda zu Sayn-Wittgenstein-Berleburg. 

### Afilhados famosos
Ela é uma das madrinhas da princesa Atena da Dinamarca, a filha caçula do príncipe Joaquim da Dinamarca, primo de seu marido. 
Ela é também uma madrinha do príncipe Filipe de Saxe-Coburgo-Gotha, filho do príncipe Umberto Miguel, Príncipe Herdeiro de Saxe-Coburgo-Gota, Duque de Saxônia.

## Livros

### SérieNigel of Hyde Park
- Nigel of Hyde Park (2004)
- Nigel von Hyde Park (2005)

### SérieThe Model Under Cover
- Model Under Cover A Crime of Fashion (2014)
- Model Under Cover: Stolen with Style (2014)
- Model Under Cover: Deadly by Design (2015)
- Model Undercover: Dressed to Kill (2016)

### SérieRoyal Rebel
- Royal Rebel (2018)
- Royal Rebel: Designer (2019)
- Royal Rebel: Stylist (2019)

## Títulos e estilos
Desde seu casamento detém o título de Princesa e é tratada como Sua Alteza, sendo nomeada Sua Alteza Real a Princesa Carina.